# Super Ligue 2024 (Nuova Caledonia)
La Super Ligue 2024 è stata la 51ª edizione della massima serie del campionato di calcio della Nuova Caledonia. Il campionato è iniziato il 2 marzo 2024 e sarebbe dovuto terminare nell'ottobre successivo. Tuttavia, a causa di disordini civili nel paese, il 12 agosto la federazione ha sospeso le attività del campionato senza dichiarare una squadra campione.
La squadra campione in carica era il Magenta.

## Stagione

### Novità
Dalla stagione precedente sono stati retrocessi Qanono e Dumbéa, ultime due classificate del campionato. In aggiunta, il Wetr non si è iscritto al campionato. Al loro posto, in virtù della riforma del campionato che riduce il numero di squadre partecipanti da 12 a 10, dal Second Level è stato promosso il Saint-Louis.

### Formula
Le 10 squadre partecipanti giocano un girone all'italiana di andata e ritorno, per un totale di 18 giornate. Al termine della stagione regolare le prime 6 squadre si qualificano per il girone scudetto mentre le ultime 4 si qualificano per il girone retrocessione, con entrambi che giocano gare di andata e ritorno.
La vincente del girone scudetto è campione della Nuova Caledonia e si qualifica per la OFC Champions League 2025 insieme con la seconda. Le ultime due classificate del girone retrocessione sono invece retrocesse in Second Level.

## Squadre partecipanti
| Club            | Città        | Stagione precedente         |
| --------------- | ------------ | --------------------------- |
| Mont-Dore       | Le Mont-Dore | 7° in Super Ligue           |
| Gaica           | Numea        | 2° in Super Ligue           |
| Hienghène Sport | Hienghène    | 3° in Super Ligue           |
| Horizon Patho   | La Roche     | 8° in Super Ligue           |
| Kunié           | Numea        | 9° in Super Ligue           |
| Lössi           | Numea        | 5° in Super Ligue           |
| Magenta         | Numea        | Campione di Nuova Caledonia |
| Né Dréhu        | Lifou        | 6° in Super Ligue           |
| Saint-Louis     | Numea        | Second Level                |
| Tiga Sport      | Numea        | 4° in Super Ligue           |

## Stagione regolare
|  | Pos. | Squadra         | Pt | G  | V | N | P | GF | GS | DR  |
|  | ---- | --------------- | -- | -- | - | - | - | -- | -- | --- |
|  | 1.   | Tiga Sport      | 24 | 10 | 7 | 3 | 0 | 23 | 8  | +15 |
|  | 2.   | Horizon Patho   | 21 | 10 | 6 | 3 | 1 | 27 | 14 | +13 |
|  | 3.   | Magenta         | 17 | 9  | 5 | 2 | 2 | 25 | 10 | +15 |
|  | 4.   | Gaïtcha         | 15 | 10 | 4 | 3 | 3 | 16 | 13 | +3  |
|  | 5.   | Né Dréhu        | 14 | 10 | 4 | 2 | 4 | 15 | 18 | -3  |
|  | 6.   | Kunié           | 11 | 9  | 3 | 2 | 4 | 10 | 13 | -3  |
|  | 7.   | Lössi           | 9  | 10 | 2 | 3 | 5 | 12 | 18 | -6  |
|  | 8.   | Saint-Louis     | 9  | 10 | 2 | 3 | 5 | 11 | 18 | -7  |
|  | 9.   | Hienghène Sport | 9  | 10 | 3 | 0 | 7 | 17 | 27 | -10 |
|  | 10.  | Le Mons-Dore    | 7  | 10 | 2 | 1 | 7 | 10 | 27 | -17 |

Legenda:
      Ammesse alla Poule scudetto
      Ammesse alla Poule retrocessione
Note:

Tre punti a vittoria, uno a pareggio, zero a sconfitta.
In caso di arrivo di due o più squadre a pari punti, la graduatoria verrà stilata secondo la classifica avulsa tra le squadre interessate che prevede, in ordine, i seguenti criteri:
- Punti generali
- Differenza reti generale
- Reti realizzate in generale
- Partite vinte in generale
- Partite vinte in trasferta
- Punti negli scontri diretti
- Differenza reti negli scontri diretti
- Differenza reti generale
- Sorteggi

## Gruppo scudetto
|                            | Pos. | Squadra | Pt | G | V | N | P | GF | GS | DR |
| -------------------------- | ---- | ------- | -- | - | - | - | - | -- | -- | -- |
| Nuova Caledonia (bandiera) | 1.   |         | 0  | 0 | 0 | 0 | 0 | 0  | 0  | 0  |
|                            | 2.   |         | 0  | 0 | 0 | 0 | 0 | 0  | 0  | 0  |
|                            | 3.   |         | 0  | 0 | 0 | 0 | 0 | 0  | 0  | 0  |
|                            | 4.   |         | 0  | 0 | 0 | 0 | 0 | 0  | 0  | 0  |
|                            | 5.   |         | 0  | 0 | 0 | 0 | 0 | 0  | 0  | 0  |
|                            | 6.   |         | 0  | 0 | 0 | 0 | 0 | 0  | 0  | 0  |

Legenda:

      Campione di Nuova Caledonia e ammessa alla OFC Champions League

Note:
Tre punti a vittoria, uno a pareggio, zero a sconfitta.

## Gruppo retrocessione
|  | Pos. | Squadra | Pt | G | V | N | P | GF | GS | DR |
|  | ---- | ------- | -- | - | - | - | - | -- | -- | -- |
|  | 7.   |         | 0  | 0 | 0 | 0 | 0 | 0  | 0  | 0  |
|  | 8.   |         | 0  | 0 | 0 | 0 | 0 | 0  | 0  | 0  |
|  | 9.   |         | 0  | 0 | 0 | 0 | 0 | 0  | 0  | 0  |
|  | 10.  |         | 0  | 0 | 0 | 0 | 0 | 0  | 0  | 0  |

Legenda:
      Retrocessa in Second Level 2025
Note:

Tre punti a vittoria, uno a pareggio, zero a sconfitta.